# Soldagem a arco elétrico com eletrodo revestido

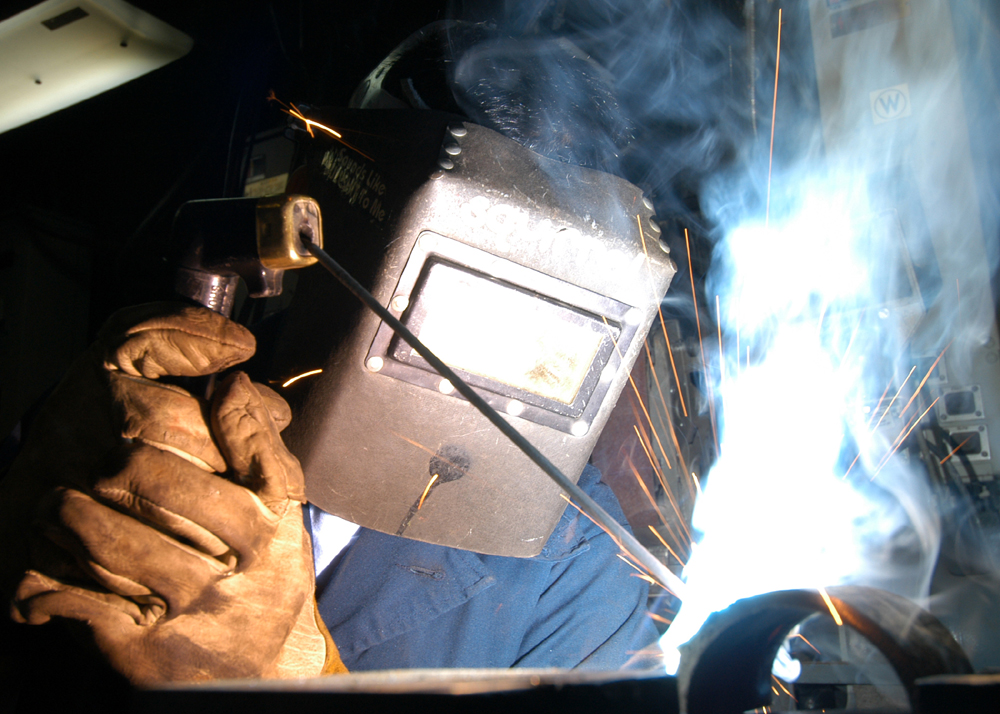
Soldagem a arco elétrico com elétrodo revestido.

Soldagem a arco elétrico com elétrodo revestido (em inglês Shielded Metal Arc Welding – SMAW), também conhecida como soldagem manual a arco elétrico (MMA), é um processo manual de soldagem que é realizado com o calor de um arco elétrico mantido entre a extremidade de um elétrodo metálico revestido e a peça de trabalho. O calor produzido pelo arco elétrico funde o metal, a alma do elétrodo e seu revestimento de fluxo. Os gases produzidos durante a decomposição do revestimento e a escória líquida protegem o metal de solda da contaminação atmosférica durante a solidificação.
Devido à sua versatilidade de processo e da simplicidade de seu equipamento e operação, a soldagem com elétrodo revestido é um dos mais populares processos de soldagem. O SMAW é amplamente utilizado na construção de estruturas de aço e na fabricação industrial. O processo é principalmente utilizado para soldar ferro e aço (incluindo o aço inoxidável), mas também podem ser soldadas com esse método ligas de níquel, alumínio e cobre.

## História
Após a descoberta do arco elétrico em 1800 por Humphry Davy, houve pouco desenvolvimento em solda elétrica até 1880 quando os russos Nikolay Benardos e Stanislav Olszewsky, trabalhando em um laboratório francês, terem desenvolvido um processo de soldagem baseado em um arco elétrico estabelecido entre um elétrodo de carvão e a peça a ser soldada. Com seus esforços obtiveram a patente britânica em 1885 e norte-americana em 1887. Este foi o início de soldagem de arco de carbono se tornando popular durante a década de 1890 e 1900.
Em 1888, o russo Nikolay Slavyanov e o americano Charles L. Coffin desenvolveram, independentemente, a soldagem com elétrodo metálico nu. Mais tarde, em 1890 Coffin recebeu a patente americana 428459 por seu método de soldagem utilizando o elétrodo metálico nu. Durante os anos seguintes, a soldagem por arco foi realizada com elétrodos nus, que eram consumidos na poça de fusão e tornavam-se parte do metal de solda. As soldas eram de baixa qualidade devido ao nitrogênio e ao oxigênio na atmosfera formando óxidos e nitretos prejudiciais no metal de solda.
Em 1904, A.P. Strohmenger e Oscar Kjellberg inventaram o primeiro elétrodo revestido. Utilizando uma camada de material argiloso (cal), cuja função era facilitar a abertura do arco e aumentar sua estabilidade. Logo após, Oscar Kjellberg fundou a ESAB e em 1907, patenteou o processo de soldagem a arco com elétrodo revestido 948764.
Em 1912 Strohmenger lançou um elétrodo revestido pesado, mas de custo elevado e complexos métodos de produção que impediram que estes elétrodos ganhassem popularidade. Em 1927, o desenvolvimento de um processo de extrusão reduziu o custo do revestimento de elétrodos, permitindo aos fabricantes produzirem misturas de revestimento mais complexas concebidas para aplicações específicas, melhorando assim muito a qualidade do metal de solda e proporcionando aquilo que muitos consideram o mais significativo avanço na soldagem por arco elétrico. Na década de 1950 os fabricantes introduziram pó de ferro no revestimento, tornando-se possível aumentar a velocidade de soldagem.

## Equipamento
O equipamento da soldagem com elétrodo revestido consiste em uma fonte de alimentação constante de energia elétrica e o elétrodo revestido. Também faz parte o porta elétrodo, a garra para o terra os cabos elétricos de soldagem que faz a ligação dos dois a fonte de energia.

### Elétrodo revestido

Diagrama Soldagem a arco elétrico com elétrodo revestido
1.Revestimento de Fluxo
2.Vareta (Alma)
3.Gás de proteção
4.Poça de fusão
5.Metal base
6.Metal de solda
7.Escória solidificada

O elétrodo revestido é a peça consumível do processo de solda e a mais importante. A escolha do elétrodo correto depende de uma série de fatores, incluindo o material a ser soldado, a posição que a solda irá ser realizada e as propriedades da solda desejada.
Elétrodos revestidos para aços carbono consistem em dois elementos: a alma metálica, que tem as funções principais de conduzir a corrente elétrica e fornecer metal de adição para a junta, e o revestimento, uma mistura de metal chamado de fluxo, que emite gases, uma vez que se decompõe para evitar a contaminação da solda.

#### Funções do revestimento
- Proteção do metal de solda
- Estabilização do arco
- Adição de elementos de liga ao metal de solda
- Direcionamento do arco elétrico
- Função da escória como agente de proteção do metal de solda ate a sua solidificação
- Características da posição de soldagem
- Controle da integridade do metal de solda
- Propriedades mecânicas específicas do metal de solda
- Isolamento da alma do eletrodo revestido

#### Tipos de revestimento
- Básico
- Ácido
- Celulósico
- Rutílico
- Alto rendimento

### Fonte de energia
A fonte de energia tem um papel fundamental de gerar uma corrente de energia constante, mesmo tendo variações na distância do arco e na tensão elétrica. Isto é importante porque a maioria das aplicações são manuais, exigindo destreza do operador ao segurar o porta elétrodo. Transformador tipo retificador, um elétrodo com sistema de alimentação, os gases e a tocha de soldagem. Esses são as fontes de energia para abrir o arco elétrico. As fontes de energia atuais possuem um tamanho bastante reduzido em comparação aos modelos iniciais, que possuíam centenas de quilos. É possível encontrar máquinas portáteis, que podem ser facilmente carregadas pelos soldadores.